# 萧子建
蕭子建（486年—498年3月3日），字云立，齊武帝蕭赜第二十一子，母为谢宫人。
齊武帝永明八年十二月己卯（491年1月11日），封湘东王。蕭子建的母亲谢氏不受宠，齊武帝令其出家为尼。齐明帝登基后让谢氏还俗与萧子建团聚。永泰元年正月丁未（498年3月3日），蕭子建被齐明帝所杀，时年十三岁。 

## 延伸阅读
[在维基数据编辑]
 《南齊書·卷40》，出自萧子显《南齊書》